# Cratere Messala
Messala è un grande cratere lunare di 122,4 km situato nella parte nord-orientale della faccia visibile della Luna.